# دوري كرة القدم المالطي الدرجة الثانية 2000–01
دوري كرة القدم المالطي الدرجة الثانية 2000–01 (بالإنجليزية: 2000–01 Maltese Second Division)‏ هو موسم من دوري كرة القدم المالطي الدرجة الثانية ‏. فاز فيه Mqabba F.C. ‏.